# 9900 Llull
9900 Llull (1997 LL6) là một tiểu hành tinh vành đai chính được phát hiện ngày 13 tháng 6 năm 1997 bởi M. Blasco ở Mallorca.